# Дослидное (Черниговская область)
Дослидное (укр. Дослідне) — село в Носовском районе Черниговской области Украины. Население 452 человек. Занимает площадь 0,096 км².
Код КОАТУУ: 7423887002. Почтовый индекс: 17130. Телефонный код: +380 4642.

## История
В селе находится Носовская селекционно-опытная станция (основана в 1911 г.). Дата основания станции является датой возникновения села. На карте 1923 селение обозначено как Опытное Поле, в справочнике населенных пунктов Черниговщины 1924 года — Опытная Станция. В справочнике населенных пунктов Нежинской округа 1927 — Носовская исследовательская станция.

## Органы управления
Орган местного самоуправления — Червонопартизанский сельский совет. Почтовый адрес: 17130, Черниговская обл., Носовский р-н, с. Володькова Девиця, ул. Ленина, 79.